# Cristian Clavero
Cristian Clavero, né le 8 juillet 1982 à Buenos Aires, est un coureur cycliste argentin.

## Palmarès sur route

### Par années
- 2007
  - 5e étape du Tour d'Uruguay
  - 2e étape de la Doble San Francisco-Miramar
  - 3e de la Clásica 1° de Mayo
- 2008
  - 1re étape de la Doble Bragado
- 2009
  - Prologue de la Doble Bragado (contre-la-montre par équipes)
  - 2e de la Doble San Francisco-Miramar
- 2010
  - 2e de la Clásica 1° de Mayo
- 2012
  - 3e étape du Tour de San Juan
  - 6e étape de la Rutas de América
  - 7e étape du Tour d'Uruguay
  - 2e de la Doble Difunta Correa
  - 3e du Giro del Sol San Juan
- 2013
  - Giro del Sol San Juan :
    - Classement général
    - 1re et 4e étapes

  - Prologue, 3e, 4e, 7eb et 8e étapes de la Doble Bragado
  - Prologue et 4e étape du Tour de Mendoza
- 2014
  - 1re étape du Tour du Rio Grande do Sul
  - 3e étape du Tour de Rio
- 2015
  - Doble San Francisco-Miramar :
    - Classement général
    - 1re étape

  - 2e du Criterium de Apertura
- 2017
  - 3e de la Clásica 1° de Mayo
- 2023
  - Doble San Francisco-Miramar :
    - Classement général
    - 2e étape

### Classements mondiaux
| Année            | 2007 | 2008 | 2009 | 2010 | 2011 | 2012 | 2013 | 2014 |
| ---------------- | ---- | ---- | ---- | ---- | ---- | ---- | ---- | ---- |
| UCI America Tour | 296e |      |      |      |      | 123e |      | 88e  |

## Palmarès sur piste

### Championnats panaméricains
- Valencia 2007
  -  Médaillé de bronze du scratch

### Championnats d'Argentine
- 2014
  -  Champion d'Argentine de poursuite par équipes (avec Walter Trillini, Sebastián Trillini et Juan Manuel Gomes)